# Madejski Stadium
Madejski Stadium, også kendt som Select Car Leasing Stadium, er et fodboldstadion i Reading i England, der er hjemmebane for League One-klubben Reading F.C. Stadionet har plads til 24.161 tilskuere, og alle pladser er siddepladser. Det blev indviet 22. august 1998 i en kamp mod Luton Town.